# Kosti Aaltonen
Kosti Aaltonen, född 23 mars 1900 i Urdiala, död 18 april 1957 i Esbo, var en finländsk skådespelare och scenograf.
Aaltonen började sin karriär som målare och slog igenom som skådespelare i Valentin Vaalas Kvinnorna på Niskavuori 1938. Han medverkade sedan i ytterligare 21 filmer fram till 1961.

## Filmografi[2]
- Kvinnorna på Niskavuori, 1938
- Sysmäläinen, 1938
- Hätävara, 1939
- Aktivister, 1939
- Det susar i nordanskog, 1939
- Suomi-Filmis soldatsketch 1: I skämtets tecken, 1940
- Suomi-Filmis soldatsketch 2: Sjungande skyddsvakter, 1940
- Suomi-Filmis soldatsketch 3: Två kumpaner Kille och Kalle, 1940
- Suomi-Filmis soldatsketch 4: Otto Ville och Teuvas Tiltu, 1940
- Timmerkungens son, 1940
- Varaventtiili, 1942
- Tuomari Martta, 1943
- Hans största seger, 1944
- Vägen utför, 1944
- Tähtireportterit tulevat, 1945
- Gårdarnas folk, 1946
- Tuhottu nuoruus, 1947
- Soita minulle, Helena!, 1948
- Piraten älskaren, 1949
- Hallin Janne, 1950
- ...ja Helena soittaa, 1951

' Toivelauluja, 1961